# Coleophora interrupta
Coleophora interrupta é uma espécie de mariposa do gênero Coleophora pertencente à família Coleophoridae.